# Mika Špiljak
Mika Špiljak (28. listopadu 1916 Odra - 18. května 2007 Záhřeb) byl chorvatský a jugoslávský komunistický politik a státník, 1983 - 1984 předseda prezídia SFRJ.

## Mládí
Špiljak se narodil ve vesnici Odra poblíž Sisaku v Chorvatsku. Jeho otec Dragutin byl železničním dělníkem. Špiljak vstoupil roku 1938 do Svazu komunistů Jugoslávie (SKJ) a během 2. světové války v letech 1941 - 1945 bojoval v řadách jugoslávských partyzánů. Byl jedním z organizátorů odporu proti německým okupantům v sisacké oblasti (kolem obce Žabno), kde 22. července 1941 vznikl Sisacký partyzánský oddíl. V květnu 1942 se stal komisařem praporu Národně osvobozenecké armády Jugoslávie. Za své zásluhy byl oceněn Řádem Národního hrdiny Jugoslávie.

## Politické funkce
Špiljak byl v letech 1949 - 1950 starostou Záhřebu. V letech 1946 - 1969 a od 1982 byl členem Ústředního výboru a od 1982 členem předsednictva ÚV Svazu komunistů Chorvatska, v letech 1952 - 1969 a od 1974 členem ÚV SKJ, v letech 1966 - 1969 a 1974 - 1978 členem předsednictva ÚV SKJ. V letech 1963 - 1967 byl předsedou výkonné rady Chorvatské socialistické republiky (premiérem), v letech 1967 - 1969 byl předsedou svazové výkonné rady (premiérem) Jugoslávie a 1969 - 1974 předsedou Rady národů Svazové skupštiny (parlamentu).

## Na vrcholu moci
V roce 1966 je jedním z organizátorů pléna ÚV SKJ na Brioni, na němž byl svržen dosavadní blízký spolupracovník Josipa Broze Tita Aleksandar Ranković, který stál v čele UDBA (jugoslávská Státní bezpečnost) a byl zodpovědný za řadu brutálních akcí, vedených často proti nesrbským národům tehdejší Jugoslávie (např. zásahy v polovině 50. let proti kosovským Albáncům).
V letech 1974 - 1980 vedl jugoslávské odbory, 1983 se stává členem Předsednictva SFRJ a od 15. května 1983 do 15. května 1984 je jejím předsedou (rotující hlava státu). Jako nejvyšší jugoslávský představitel otevíral Zimní olympijské hry 1984 v Sarajevu. Během svého mandátu čelí tlaku různých sil v souvislosti s korupčními aférami ve firmách Podravec a INA, do nichž měl být zapleten i jeho syn Vanja Špiljak.
Mika Špiljak zemřel 18. května 2007 ve věku 90 let, rozloučení proběhlo v záhřebském krematoriu. Jeho osobnost je rozporuplná, o čemž svědčí hodnocení, zveřejněná v mediích bývalých jugoslávských republik.